# الدبيشي (عبري)
الدبيشي منطقة سكنية تقع في ولاية عبري، التابعة لمحافظة الظاهرة في سلطنة عمان. يقدر عدد سكانها بـ 1055 نسمة حسب إحصاء عام 2010 التابع للمركز الوطني للإحصاء والمعلومات الحكومي. رمز المنطقة هو 100130080.

## في السابق واللاحق
عُرفت الدبيشي سابقاً بوفرة الماء وخصوبة التربة؛ فقد ذُكر أنها كانت كثيرة الأشجار والإخضرار ومتنوعة الثمار، ثم صارت سَيْحًا قراعًا لاهوبًا في القيظ. تشهد الدبيشي حالياً قدوم سكاني وازدياد في عمارتها

## أرض الدبيشي وتربتها
بعض أراضيها هشة وتكون تلك الهشاشة سببًا في تحركها بعد بناء مبنى مما تسبب في تصدع بيوت حديثة خلال أقل من سنة من اتمام البناء.

## الوصلات الخارجية
- المركز الوطني للإحصاء والمعلومات، سلطنة عمان